# Dmitrij Syčëv
Dmitrij Evgen'evič Syčëv (in russo Дмитрий Евгеньевич Сычёв? ; Omsk, 26 ottobre 1983) è un ex calciatore russo, di ruolo attaccante.

## Caratteristiche tecniche
È in grado di giocare sia da prima punta che da seconda.

## Carriera

### Club
Cresciuto nella cittadina di Omsk, situata al centro della Russia, sviluppa le proprie abilità calcistiche nella scuola calcio di Smema, a San Pietroburgo, fino al 2000, quando viene prelevato dallo Spartak Tambov, club di seconda divisione. Gioca qui due stagioni, durante le quali realizza 3 gol in 40 presenze, ma si riesce comunque a far notare da vari club, russi e non; infatti, dopo essersi sottoposto a provini con Metz e Nantes, nel gennaio 2002 lo Spartak Mosca decide di puntare sul diciottenne e promettente attaccante: ripaga la fiducia dimostratagli con 6 gol in 6 presenze nella Prem'er-Liga, che poi diventano 8 in 12 e 9 in 18, bottino finale della stagione 2002.
Nel gennaio del 2003, Syčëv viene acquistato dall'Olympique Marsiglia, dopo che era terminata la squalifica inflittagli dalla federazione calcistica della Russia, vista una sua inadempienza al contratto con lo Spartak. Durante l'esperienza in Francia, non riesce a giocare tanto bene quanto fatto in precedenza, concludendo le stagioni in Costa Azzurra con soli 5 gol in 33 presenze, più una rete e 6 presenze nella UEFA Champions League 2003-2004.

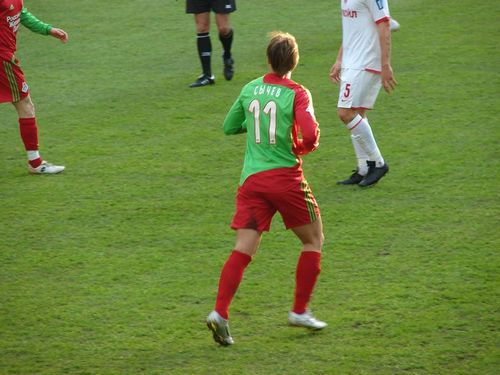
Dmitrij Syčëv con la maglia del Lokomotiv Mosca

Nel 2004, a gennaio, torna in Russia per giocare alla Lokomotiv Mosca, segnando una doppietta alla prima partita della Prem'er-Liga 2004. Al termine della stagione, il "Michael Owen russo" viene nominato Calciatore russo dell'anno.
Nel 2009 segna 13 reti e porta il Lokomotiv al 4º posto in campionato, che vale l'Europa League.

### Nazionale
Il 27 marzo 2002 debutta con la nazionale di calcio russa, nella partita disputata a Tallinn, capitale estone, contro la squadra di casa (2-1). Viene convocato per la Coppa del Mondo FIFA 2002, divenendo il più giovane giocatore russo-sovietico a parteciparvi, con 18 anni e 222 giorni d'età. Gioca 3 partite e segna un gol, laureandosi come il 5º più giovane a realizzare un gol nella storia del campionato del mondo  . Partecipa anche al campionato d'Europa 2004 e al campionato d'Europa 2008.

## Statistiche

### Presenze e reti nei club
| Stagione                   | Squadra                    | Campionato                 | Campionato | Campionato | Coppe nazionali | Coppe nazionali | Coppe nazionali | Coppe europee | Coppe europee | Coppe europee | Totale | Totale |
| Stagione                   | Squadra                    | Comp                       | Pres       | Reti       | Comp            | Pres            | Reti            | Comp          | Pres          | Reti          | Pres   | Reti   |
| -------------------------- | -------------------------- | -------------------------- | ---------- | ---------- | --------------- | --------------- | --------------- | ------------- | ------------- | ------------- | ------ | ------ |
| 2000                       | Spartak Tambov             | PD                         | 16         | 3          | CR              | 0               | 0               | -             | -             | -             | 18     | 9      |
| 2001                       | Spartak Tambov             | PD                         | 26         | 6          | CR              | 1               | 1               | -             | -             | -             | 18     | 9      |
| 2002                       | Spartak Mosca              | PL                         | 18         | 9          | CR              | 1               | 1               | -             | -             | -             | 18     | 9      |
| gen.2003                   | Olympique Marsiglia        | L1                         | 17         | 3          | CF+CL           | ?               | ?               | -             | -             | -             | 17     | 3      |
| 2003-gen.2004              | Olympique Marsiglia        | L1                         | 16         | 2          | CF+CL           | ?               | ?               | CL            | 6             | 1             | 22     | 3      |
| Totale Olympique Marsiglia | Totale Olympique Marsiglia | Totale Olympique Marsiglia | 33         | 5          |                 | 6               | 1               | 39            | 6             |               |        |        |
| 2004                       | Lokomotiv Mosca            | PL                         | 27         | 15         | CR              | 5               | 2               | -             | -             | -             | 27     | 15     |
| 2005                       | Lokomotiv Mosca            | PL                         | 21         | 6          | CR              | ?               | ?               | -             | -             | -             | 21     | 6      |
| 2006                       | Lokomotiv Mosca            | PL                         | 24         | 7          | CR              | ?               | ?               | -             | -             | -             | 24     | 7      |
| 2007                       | Lokomotiv Mosca            | PL                         | 29         | 11         | CR              | ?               | ?               | -             | -             | -             | 29     | 11     |
| 2008                       | Lokomotiv Mosca            | PL                         | 26         | 7          | CR              | ?               | ?               | CU            | 4             | 1             | 30     | 8      |
| 2009                       | Lokomotiv Mosca            | PL                         | 27         | 12         | CR              | ?               | ?               | -             | -             | -             | 27     | 12     |
| 2010                       | Lokomotiv Mosca            | PL                         | 27         | 8          | CR              | ?               | ?               | -             | -             | -             | 27     | 8      |
| 2011-2012                  | Lokomotiv Mosca            | PL                         | 40         | 6          | CR              | 6               | 0               | -             | -             | -             | 27     | 8      |
| 2012- mar. 2013            | Lokomotiv Mosca            | PL                         | 3          | 0          | CR              | 1               | 2               | -             | -             | -             | 27     | 8      |
| Totale Lokomotiv Mosca     | Totale Lokomotiv Mosca     | Totale Lokomotiv Mosca     | 224        | 73         |                 |                 | 12              | 4             | 4             | 1             | 240    | 78     |
| mar. -lug. 2013            | Dinamo Minsk               | VL                         | 11         | 0          | -               | -               | -               | -             | -             | -             | 11     | 0      |
| 2013-2014                  | Volga Nižnij Novgorod      | PL                         | 16         | 0          | CR              | 0               | 0               | -             | -             | -             | 16     | 0      |
| 2015                       | Oqjetpes                   | PL                         | 19         | 3          | QK              | 1               | 0               | -             | -             | -             | 20     | 3      |
| 2017-2018                  | Kazanka Mosca              | PPFL                       | 14         | 1          | CR              | 0               | 0               | -             | -             | -             | 14     | 1      |
| Totale Carriera            | Totale Carriera            | Totale Carriera            | 300+       | 80+        |                 | -               | -               |               | 10+           | 2+            | 242    | 82     |

### Cronologia presenze e reti in nazionale
| Cronologia completa delle presenze e delle reti in nazionale ― Russia | Cronologia completa delle presenze e delle reti in nazionale ― Russia | Cronologia completa delle presenze e delle reti in nazionale ― Russia | Cronologia completa delle presenze e delle reti in nazionale ― Russia | Cronologia completa delle presenze e delle reti in nazionale ― Russia | Cronologia completa delle presenze e delle reti in nazionale ― Russia | Cronologia completa delle presenze e delle reti in nazionale ― Russia | Cronologia completa delle presenze e delle reti in nazionale ― Russia |
| Data                                                                  | Città                                                                 | In casa                                                               | Risultato                                                             | Ospiti                                                                | Competizione                                                          | Reti                                                                  | Note                                                                  |
| --------------------------------------------------------------------- | --------------------------------------------------------------------- | --------------------------------------------------------------------- | --------------------------------------------------------------------- | --------------------------------------------------------------------- | --------------------------------------------------------------------- | --------------------------------------------------------------------- | --------------------------------------------------------------------- |
| 27-3-2002                                                             | Tallinn                                                               | Estonia                                                               | 2 – 1                                                                 | Russia                                                                | Amichevole                                                            | -                                                                     |                                                                       |
| 17-4-2002                                                             | Saint-Denis                                                           | Francia                                                               | 0 – 0                                                                 | Russia                                                                | Amichevole                                                            | -                                                                     | 66’                                                                   |
| 19-5-2002                                                             | Mosca                                                                 | Russia                                                                | 1 – 1 dts (5 – 6 dtr)                                                 | Jugoslavia                                                            | Amichevole                                                            | 1                                                                     | 46’                                                                   |
| 5-6-2002                                                              | Kōbe                                                                  | Russia                                                                | 2 – 0                                                                 | Tunisia                                                               | Mondiali 2002 - 1º turno                                              | -                                                                     | 55’                                                                   |
| 9-6-2002                                                              | Yokohama                                                              | Giappone                                                              | 1 – 0                                                                 | Russia                                                                | Mondiali 2002 - 1º turno                                              | -                                                                     | 46’                                                                   |
| 14-6-2002                                                             | Fukuroi                                                               | Belgio                                                                | 3 – 2                                                                 | Russia                                                                | Mondiali 2002 - 1º turno                                              | 1                                                                     | 34’                                                                   |
| 12-2-2003                                                             | Limassol                                                              | Cipro                                                                 | 0 – 1                                                                 | Russia                                                                | Amichevole                                                            | -                                                                     | 46’                                                                   |
| 30-4-2003                                                             | Tbilisi                                                               | Georgia                                                               | 1 – 0                                                                 | Russia                                                                | Qual. Euro 2004                                                       | -                                                                     | 79’                                                                   |
| 7-6-2003                                                              | Basilea                                                               | Svizzera                                                              | 2 – 2                                                                 | Russia                                                                | Qual. Euro 2004                                                       | -                                                                     | 46’                                                                   |
| 20-8-2003                                                             | Mosca                                                                 | Russia                                                                | 1 – 2                                                                 | Israele                                                               | Amichevole                                                            | -                                                                     | 46’                                                                   |
| 10-9-2003                                                             | Mosca                                                                 | Russia                                                                | 4 – 1                                                                 | Svizzera                                                              | Qual. Euro 2004                                                       | -                                                                     | 81’                                                                   |
| 11-10-2003                                                            | Mosca                                                                 | Russia                                                                | 3 – 1                                                                 | Georgia                                                               | Qual. Euro 2004                                                       | 1                                                                     | 56’ 71’                                                               |
| 15-11-2003                                                            | Mosca                                                                 | Russia                                                                | 0 – 0                                                                 | Galles                                                                | Qual. Euro 2004                                                       | -                                                                     | 46’                                                                   |
| 31-3-2004                                                             | Sofia                                                                 | Bulgaria                                                              | 2 – 2                                                                 | Russia                                                                | Amichevole                                                            | 2                                                                     | 46’                                                                   |
| 28-4-2004                                                             | Oslo                                                                  | Norvegia                                                              | 3 – 2                                                                 | Russia                                                                | Amichevole                                                            | -                                                                     | 46’                                                                   |
| 12-6-2004                                                             | Faro                                                                  | Spagna                                                                | 1 – 0                                                                 | Russia                                                                | Euro 2004 - 1º turno                                                  | -                                                                     | 68’                                                                   |
| 20-6-2004                                                             | Faro                                                                  | Russia                                                                | 2 – 1                                                                 | Grecia                                                                | Euro 2004 - 1º turno                                                  | -                                                                     | 46’                                                                   |
| 18-8-2004                                                             | Mosca                                                                 | Russia                                                                | 4 – 3                                                                 | Lituania                                                              | Amichevole                                                            | 1                                                                     | 46’                                                                   |
| 9-10-2004                                                             | Lussemburgo                                                           | Lussemburgo                                                           | 0 – 4                                                                 | Russia                                                                | Qual. Mondiali 2006                                                   | 3                                                                     |                                                                       |
| 13-10-2004                                                            | Lisbona                                                               | Portogallo                                                            | 7 – 1                                                                 | Russia                                                                | Qual. Mondiali 2006                                                   | -                                                                     | 46’                                                                   |
| 17-11-2004                                                            | Krasnodar                                                             | Russia                                                                | 4 – 0                                                                 | Estonia                                                               | Qual. Mondiali 2006                                                   | 1                                                                     |                                                                       |
| 9-2-2005                                                              | Cagliari                                                              | Italia                                                                | 2 – 0                                                                 | Russia                                                                | Amichevole                                                            | -                                                                     |                                                                       |
| 26-3-2005                                                             | Vaduz                                                                 | Liechtenstein                                                         | 1 – 2                                                                 | Russia                                                                | Qual. Mondiali 2006                                                   | -                                                                     | 55’                                                                   |
| 30-3-2005                                                             | Tallinn                                                               | Estonia                                                               | 1 – 1                                                                 | Russia                                                                | Qual. Mondiali 2006                                                   | -                                                                     | 67’                                                                   |
| 8-6-2005                                                              | Mönchengladbach                                                       | Germania                                                              | 2 – 2                                                                 | Russia                                                                | Amichevole                                                            | -                                                                     | 74’                                                                   |
| 27-5-2006                                                             | Albacete                                                              | Spagna                                                                | 0 – 0                                                                 | Russia                                                                | Amichevole                                                            | -                                                                     | 46’                                                                   |
| 11-10-2006                                                            | San Pietroburgo                                                       | Russia                                                                | 2 – 0                                                                 | Estonia                                                               | Qual. Euro 2008                                                       | 1                                                                     | 74’                                                                   |
| 15-11-2006                                                            | Skopje                                                                | Macedonia                                                             | 0 – 2                                                                 | Russia                                                                | Qual. Euro 2008                                                       | -                                                                     | 57’ 65’                                                               |
| 7-2-2007                                                              | Amsterdam                                                             | Paesi Bassi                                                           | 4 – 1                                                                 | Russia                                                                | Amichevole                                                            | -                                                                     | 45’                                                                   |
| 24-3-2007                                                             | Tallinn                                                               | Estonia                                                               | 0 – 2                                                                 | Russia                                                                | Qual. Euro 2008                                                       | -                                                                     | 84’                                                                   |
| 2-6-2007                                                              | San Pietroburgo                                                       | Russia                                                                | 4 – 0                                                                 | Andorra                                                               | Qual. Euro 2008                                                       | 1                                                                     | 54’                                                                   |
| 6-6-2007                                                              | Zagabria                                                              | Croazia                                                               | 0 – 0                                                                 | Russia                                                                | Qual. Euro 2008                                                       | -                                                                     | 73’                                                                   |
| 22-8-2007                                                             | Mosca                                                                 | Russia                                                                | 2 – 2                                                                 | Polonia                                                               | Amichevole                                                            | 1                                                                     |                                                                       |
| 8-9-2007                                                              | Mosca                                                                 | Russia                                                                | 3 – 0                                                                 | Macedonia                                                             | Qual. Euro 2008                                                       | -                                                                     | 70’                                                                   |
| 12-9-2007                                                             | Londra                                                                | Inghilterra                                                           | 3 – 0                                                                 | Russia                                                                | Qual. Euro 2008                                                       | -                                                                     | 63’                                                                   |
| 17-11-2007                                                            | Tel Aviv                                                              | Israele                                                               | 2 – 1                                                                 | Russia                                                                | Qual. Euro 2008                                                       | -                                                                     | 52’                                                                   |
| 21-11-2007                                                            | Andorra la Vella                                                      | Andorra                                                               | 0 – 1                                                                 | Russia                                                                | Qual. Euro 2008                                                       | 1                                                                     |                                                                       |
| 26-3-2008                                                             | Bucarest                                                              | Romania                                                               | 3 – 0                                                                 | Russia                                                                | Amichevole                                                            | -                                                                     | 65’                                                                   |
| 23-5-2008                                                             | Mosca                                                                 | Russia                                                                | 6 – 0                                                                 | Kazakistan                                                            | Amichevole                                                            | 1                                                                     | 46’                                                                   |
| 28-5-2008                                                             | Burghausen                                                            | Russia                                                                | 2 – 1                                                                 | Serbia                                                                | Amichevole                                                            | -                                                                     | 66’                                                                   |
| 4-6-2008                                                              | Burghausen                                                            | Lituania                                                              | 1 – 4                                                                 | Russia                                                                | Amichevole                                                            | -                                                                     | 55’                                                                   |
| 10-6-2008                                                             | Innsbruck                                                             | Spagna                                                                | 4 – 1                                                                 | Russia                                                                | Euro 2008 - 1º turno                                                  | -                                                                     | 46’                                                                   |
| 21-6-2008                                                             | Basilea                                                               | Paesi Bassi                                                           | 1 – 3 dts                                                             | Russia                                                                | Euro 2008 - Quarti di finale                                          | -                                                                     | 115’                                                                  |
| 26-6-2008                                                             | Vienna                                                                | Russia                                                                | 0 – 3                                                                 | Spagna                                                                | Euro 2008 - Semifinale                                                | -                                                                     | 57’                                                                   |
| 11-10-2008                                                            | Dortmund                                                              | Germania                                                              | 2 – 1                                                                 | Russia                                                                | Qual. Mondiali 2010                                                   | -                                                                     | 46’                                                                   |
| 14-11-2009                                                            | Mosca                                                                 | Russia                                                                | 2 – 1                                                                 | Slovenia                                                              | Qual. Mondiali 2010                                                   | -                                                                     | 80’ 82’                                                               |
| 11-8-2010                                                             | San Pietroburgo                                                       | Russia                                                                | 1 – 0                                                                 | Bulgaria                                                              | Amichevole                                                            | -                                                                     | 80’                                                                   |
| Totale                                                                |                                                                       | Presenze                                                              | 47                                                                    |                                                                       | Reti                                                                  | 15                                                                    |                                                                       |

## Palmarès

### Club
- Campionato russo: 1

Lokomotiv Mosca: 2004
- Supercoppa di Russia: 1

Lokomotiv Mosca: 2005
- Coppa di Russia: 1

Lokomotiv Mosca: 2006-2007

### Individuale
- Calciatore russo dell'anno: 1

2004